# Bojan Krkić
Bojan Krkić Pérez (Linyola, 28 de agosto de 1990) é um ex-futebolista espanhol-sérvio que atuava como atacante.

## Biografia
Seu pai, também chamado Bojan Krkić, chegou a Espanha para jogar no Mollerussa, equipe de Segunda Divisão espanhola, na temporada 1988-89, havendo jogado anteriormente no Estrela Vermelha, no OFK Belgrado e com a Seleção da Iugoslávia. Krkić decidiu viver em Lérida e contraiu matrimônio com Maria Lluïsa Pérez. Fruto desta relação foi o nascimento de Bojan filho, em 28 de agosto de 1990.

## Carreira

### Barcelona

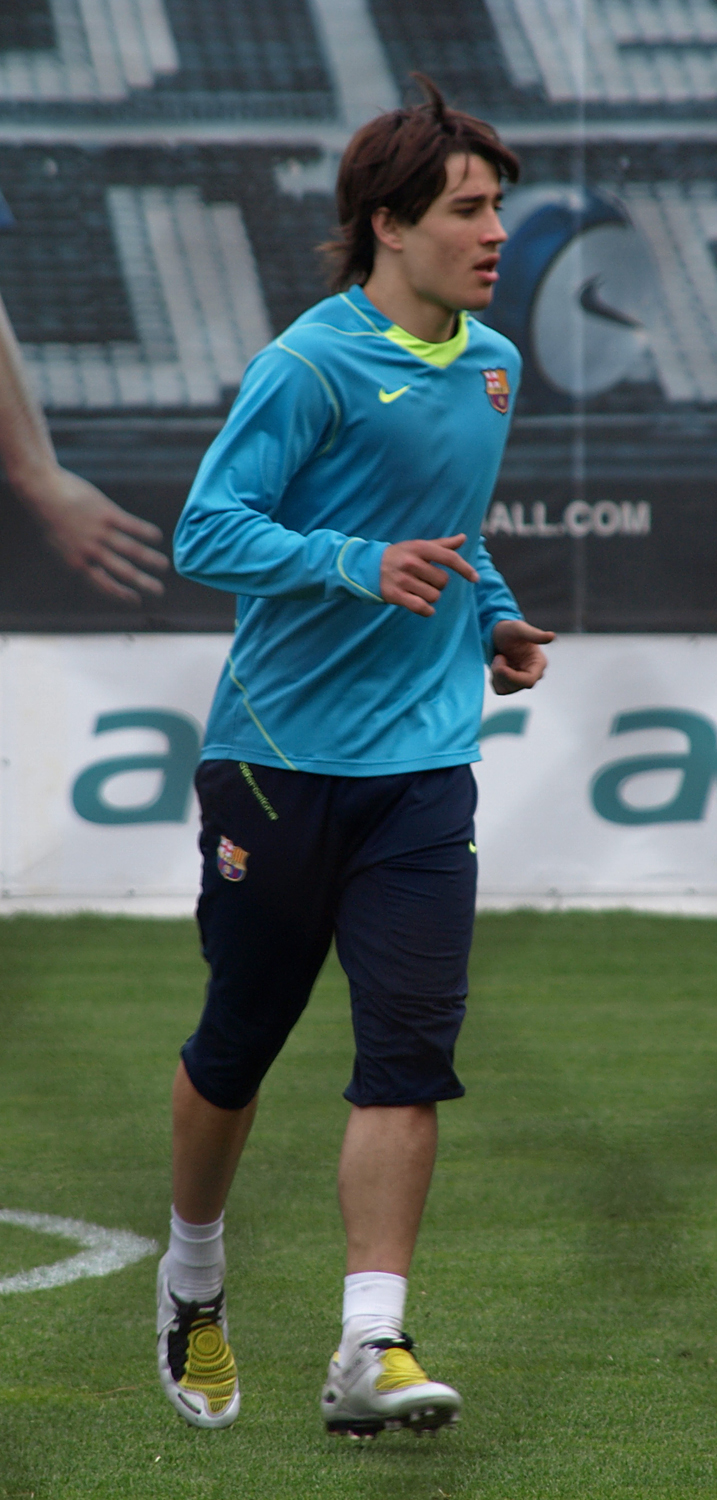
Bojan durante um treinamento com o Barcelona.

Bojan chegou ao Barcelona procedente de Bellpuig, depois de recomendação de seu pai ao clube, do qual era olheiro. Nas sete temporadas que havia estado nas categorias inferiores do Barcelona, havia superado os 800 gols, sendo um dos maiores goleadores da história em todas as categorias do clube.
Bojan sempre havia estado nas categorias de base superiores à sua idade. Este método foi assimilado ao do Ajax, usado com alguns dos jogadores de maior projeção. Assim, na temporada seguinte, Bojan superou dificuldades e ascendeu entre as diferentes categorias, até chegar ao profissional. Estreou com o Barcelona B no início da temporada 2006-07.
Deste modo, a campanha 2005-06, em que formava parte do Cadete A, conseguiu 32 gols em 26 partidas. No dia 24 de abril de 2007, estreou com a equipe principal do Barcelona em uma partida amistosa contra o Al-Ahly para celebrar o centenário da equipe egípcia, marcando o segundo gol dos catalães. Realizou parte da pré-temporada com a equipe até que teve de ir incorporar a seleção no Mundial Sub-17 na Coreia do Sul, desfalcando o time na primeira série de amistosos.
Depois de regressar da seleção, se incorporou aos treinamentos com o Barcelona e com somente três dias de treinamento entrou na lista para um jogo oficial contra o Osasuna no dia 16 de setembro de 2007, sendo o terceiro jogador mais jovem a estrear na história do Barcelona na Liga Espanhola.
Em 19 de setembro de 2007, estreou na Liga dos Campeões da UEFA com o Barcelona na partida que disputava contra o Lyon (3-0), substituindo Lionel Messi nos últimos minutos da partida. Bojan estreou no Camp Nou na 4ª rodada, contra o Sevilla no minuto 87, entrando mais uma vez no lugar de Messi.
Em 20 de outubro de 2007, Bojan se converteu no jogador mais jovem da história do Barcelona (17 anos e 53 dias) a marcar na La Liga, ante o Villarreal. Um mês depois, em 24 de novembro de 2007, marcou seu primeiro gol no Camp Nou, contra o Huelva.
Em 1 de abril conseguiu seu primeiro gol na Liga dos Campeões da UEFA, onde deu a vitória a sua equipe na partida de ida das quartas-de-final contra o Schalke 04. Com isto, também se convertia no segundo jogador mais jovem (17 anos e 217 dias) da história a anotar nesta competição europeia, somente atrás do ganês Peter Oforiquaye.
Em sua primeira temporada com o Barcelona, Bojan somou dez gols na Liga, situando-se entre os maiores artilheiros do clube azul-grená. Na pré-temporada 2008-09 deixou o número 27 e passou a levar o 11, que era de posse de Gianluca Zambrotta (negociado com o Milan).
Em 28 de agosto de 2008, celebrou a maioridade assinando um contrato profissional com o Barcelona até o ano de 2013, com uma cláusula de rescisão de 80 milhões de euros.

### Roma
Em 22 de junho de 2011, o presidente da Roma confirmou a contratação de Bojan por 12 milhões de euros, tendo o Barcelona uma opção obrigatória de recompra em 2013, tendo que pagar 13 milhões de euros ao clube italiano. A Roma poderia bloquear essa opção, mas teria que pagar mais 28 milhões ao Barcelona, totalizando 40 milhões pela compra em definitivo do jogador.

### Milan
No dia 28 de agosto de 2012, o Milan acertou a contratação de Bojan, por empréstimo. O espanhol usará a camisa 22 na equipe Rossoneri, a mesma que pertenceu por muitos anos a Kaká.

### Ajax
Bojan, tinha propostas do Feyenoord, PSV e Ajax (clube o qual acertou). No dia 6 de julho de 2013 foi anunciado que o Ajax tinha acertado com Bojan em um acordo de empréstimo por 1 ano, com opção para um renovar o empréstimo. Marc Overmars e Michael Kinsbergen voou para Barcelona um dia antes de finalizar o negócio. Bojan explicou que as conversas com Johan Cruijff havia influenciado sua decisão de avançar para Ajax, bem como a oportunidade de jogar na UEFA Champions League.

### Stoke City
A contratação do jogador pelo Stoke City foi oficializada no dia 22 de julho de 2014 junto ao Barcelona, o "novo Messi" não vingou e foi negociado para o time inglês, que participa atualmente da Premier League e terminou a temporada 2013/2014 em 9º na liga.

### Mainz 05
No dia 29 de janeiro de 2017, foi confirmado o empréstimo de Bojan para o Mainz 05.

### Alavés
Em 31 de agosto de 2017, Bojan se juntou ao Alavés, por um empréstimo de uma temporada.

### Retorno ao Stoke City
Bojan permaneceu no Stoke City na temporada 2018-19.

### CF Montréal
Em 7 de agosto de 2019, Bojan foi anunciado como novo jogador do CF Montréal, com o contrato até o final da temporada de 2020.

### Vissel Kobe
Em agosto de 2021, Bojan foi anunciado como novo jogador do Vissel Kobe, do Japão. Em janeiro de 2023, Bojan foi dispensado pelo do Vissel Kobe, por está sem espaço no clube.

### Aposentadoria
Em 23 de março de 2023, Bojan anunciou sua aposentadoria do futebol aos 32 anos.

### Seleção Espanhola
Iñaki Sáez já sugeria a convocação de Bojan para a Seleção Espanhola Sub-21, com a finalidade de impedir sua convocação para a Seleção Sérvia, que já havia demonstrado um grande interesse em poder contar com o jogador. Bojan também havia disputado uma partida de importância amistosa com a Seleção Catalã, onde anotou um gol, finalizando a partida com o empate de um a um.

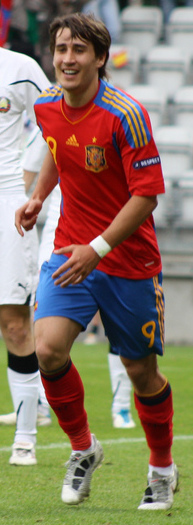
Bojan comemorando um gol pela Seleção Espanhola

Luis Aragonés, o então selecionador espanhol, o convidou para jogar um amistoso contra a França em 6 de fevereiro de 2008 e assim impedir uma possível convocação do jogador pela Sérvia. Antes da partida, Bojan sofreu uma tontura, o que o impediu de disputar o confronto. Caso houvesse jogado a partida, teria-se tornado o jogador mais jovem da história ao estrear na Seleção Espanhola de Futebol (17 anos e 162 dias).
Em 14 de agosto do mesmo ano, o novo selecionador espanhol, Vicente del Bosque o convocou novamente para um amistoso, desta vez contra a Dinamarca,, porém nessa oportunidade acabou se lesionando e não conseguiu se recuperar antes da data da partida.
Nos dias seguentes, o selecionador da Sérvia Radomir Antić, amigo do pai do jogador, mostrou seu desejo de convocar Bojan para jogar com a seleção principal do país balcánico. Sem controvérsias, o próprio jogador desmentiu que estivesse interessado em jogar em outro combinado que não fosse o da Espanha.

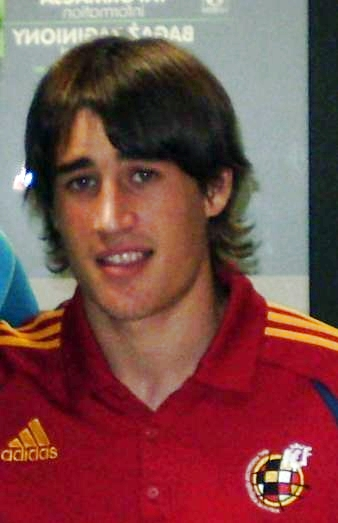
Bojan com a Seleção Espanhola Sub-21.

Regressou posteriormente em uma convocação da Seleção, e substituiu o atacante então lesionado Fernando Torres. Del Bosque voltou a convocá-lo para a Seleção principal para disputar as partidas da Fase de Classificação para a Copa da África do Sul, nos jogos contra a Bósnia e a Armênia. Nesta última partida, em 10 de setembro, finalmente, estreou com a camisa da Seleção Espanhola Principal, convertendo-se no segundo mais jovem a atuar pela Furia. Deste modo, encerravam-se de vez as dúvidas acerca de sua possível participação pela Sérvia.

#### Mundial Sub-17
Em 19 de agosto de 2007 Bojan estreou pela Copa do Mundo Sub-17 de 2007 na Coreia do Sul marcando dois gols que contribuíram para a vitória sobre Honduras. Na partida de oitavas-de-final, contribuiu para a vitória por três gols a zero, marcando dois deles, sobre a Coréia do Norte.
Bojan voltou a aparecer na semifinal do torneio ante o Gana. Anotou o segundo gol com o qual a Espanha se clasificou a final do torneio, porém foi expulso na metade do segundo tempo após receber o segundo amarelo e não pode jogar a final.
Bojan foi nomeado "Bola de Bronze" do torneio ao ser o terceiro melhor jogador do campeonato, também foi o terceiro maior goleador do mundial com 5 gols.
Bojan no Ajax

## Títulos
Barcelona B
- Campeonato Espanhol - Quarta Divisão: 2007-08

Barcelona
- Copa do Mundo de Clubes da FIFA: 2009, 2011
- Liga dos Campeões da UEFA: 2008-09, 2010-11, 2014-15
- Supercopa da UEFA: 2009, 2011
- Campeonato Espanhol: 2008-09, 2009-10, 2010-11, 2012-13
- Copa do Rei: 2008-09, 2011-12
- Supercopa da Espanha: 2009, 2010, 2011, 2013
- Copa da Catalunha: 2012-13, 2013-14
- Copa Audi: 2011
- Torneio de Paris: 2012
- Troféu Joan Gamper: 2008, 2010, 2011, 2013

Ajax
- Campeonato Neerlandês: 2013-14
- Supercopa dos Países Baixos: 2013

CF Montréal
- Campeonato Canadense: 2019, 2021

Seleção Espanhola
- Campeonato Europeu de Futebol Sub-21: 2011
- Campeonato Europeu de Futebol Sub-17: 2007